# Světový den vody
Světový den vody byl Organizací spojených národů určen od roku 1993 na 22. březen.
Spojené národy tento den navrhly v roce 1992 v rámci Agendy 21 na jednání UNCED v Rio de Janeiru, v Brazílii. Důvodem je skutečnost, že na světě více než miliarda lidí trpí nedostatkem pitné vody, nemá přístup k vodě. Propagace agentur UN a nevládních organizací věnujících se problémům spojeným s vodou je zaměřena na čistotu a ochranu vod a jejich šetření. Kromě toho je každým rokem zpracováváno určité specifické téma. V roce 2006 bylo tématem „voda a kultura“, koordinátorem bylo UNESCO. V roce 2007 bylo tématem „zvládání vodní nouze“, koordinované FAO.

## Jednotlivé ročníky

### Světový den vody 2017
Tématem roku 2017 je odpadní voda. Podle oficiálních zdrojů OSN se 80 % procent odpadní vody, kterou společnost vyprodukuje, vrací zpět do ekosystému bez toho, aby byla upravena nebo znovu použita. 1,7 miliardy lidí využívá zdroje pitné vody kontaminované fekáliemi, které mohou způsobit choleru, úplavici, břišní tyfus nebo obrnu. Nebezpečná voda, špatná hygiena a nedostatečné čištění vody způsobí každý rok 842 000 úmrtí. Více než 663 milionů lidí nemá přístup k bezpečnému zdroji pitné vody. Do roku 2050 bude žít téměř 70 % lidí ve městech (ve srovnání s dnešními 50 %). Právě města v rozvojových zemích nemají adekvátní infrastrukturu a zdroje pro efektivní a udržitelný management odpadních vod. Možnosti využití odpadních vody jako zdroje jsou obrovské. Bezpečně upravené odpadní vody mohou sloužit jako zdroj energie, živin i dalších recyklovatelných materiálů.

### Světový den vody 2018
Náplní světového dne vody 2018 bylo téma "Nature for Water". Jednání zkoumalo, jak lze k řešení výzev týkajících se nakládání s vodou ve 21. století využít přírody. Například pro řešení povodní, sucha, znečištění vod a ochrany ekosystémů by bylo možné využívat prostředků, které poskytuje příroda, spíše než umělých technických přístupů. Příkladem může být obnova mokřadů jakož i realizace nových mokřadů, aplikace zelených střech při nové výstavbě, rozvíjení tzv. zelené infrastruktury, výsadba nových lesů, opětovné napojování řek k údolním nivám. Každé z těchto opatření používá přírodních procesů ke znovuvyvážení vodního koloběhu a zlepšení podmínek pro lidské zdraví a živobytí.

### Světový den vody 2019
Na podporu šetrného nakládání s vodou probíhá v České republice Soutěž Pro vodu, kterou organizuje Nadace Partnerství.

### Světový den vody 2020
Voda a klimatické změny. Takový byl podtitul Světového dne vody v roce 2020. Vzhledem ke koronavirové epidemii byla však řada akcí zrušena.

### Světový den vody 2021
Téma pro rok 2021 bylo „Uvědomování si hodnoty vody“. Lidé byli vyzváni, aby se připojili k celosvětové konverzaci, ke sdílení příběhů a pocitů o vodě na sociálních médiích za pomoci hashtagu #Water2me. Kampaň se nezaměřovala jen na otázku ceny, ale ptala se veřejnosti „jak je voda důležitá pro váš domov, vaši rodinu, vaše živobytí, kulturní zvyky, vaši osobní pohodu a pro místní životní prostředí?“.

## Osvětové akce v České republice
V České republice se ke Světovému dni vody připojují zejména vodárenské společnosti. Tradiční jsou dny otevřených dveří. Přehled akcí je dostupný na webových stránkách Naše voda.